# Actinote amoena
Actinote amoena är en fjärilsart som beskrevs av Jordan 1913. Actinote amoena ingår i släktet Actinote och familjen praktfjärilar. Inga underarter finns listade i Catalogue of Life.